# Wolf Rilla
Wolf Rilla (* 16. März 1920 als Wolfgang Peter Rilla in Berlin-Charlottenburg; † 19. Oktober 2005 in Grasse, Frankreich) war ein britischer Filmregisseur und Drehbuchautor deutscher Herkunft.

## Leben und Werk
Rilla war Sohn des Schauspielers Walter Rilla und seiner jüdischen Mutter Theresia Klausner. 1934 emigrierte die Familie nach Großbritannien, um dem aufkommenden Nationalsozialismus zu entgehen. Am 5. Oktober 1942 wurde er von den Nationalsozialisten ausgebürgert.
Nach seiner Schulausbildung arbeitete Rilla bei der BBC, wo er an Propagandasendungen des Deutschen Dienstes mitwirkte. Anfang der 1950er Jahre arbeitete er als Drehbuchautor und Filmregisseur für das britische Kino. Im Gegensatz zu seinem Vater kehrte Rilla nicht mehr nach Deutschland zurück, da er sich nicht mehr als Deutscher sah, und zog, nachdem er sich zur Ruhe gesetzt hatte, nach Frankreich, wo er Geschäftsführer eines Hotels wurde.

## Filmografie (Auswahl)
- 1955: The Blue Peter
- 1958: Mit dem Kopf durch die Wand (Bachelor of Hearts)
- 1960: Das Dorf der Verdammten (Village of the Damned)
- 1960: Das Signal steht auf rot (Piccadilly Third Stop)
- 1960: Die zornigen jungen Männer
- 1963: Kairo – Null Uhr (Cairo)
- 1969–71: Paul Temple (Fernsehserie, mehrere Folgen)